# Авальдснес (муніципалітет)
59°21′16″ пн. ш. 5°16′37″ сх. д. / 59.35444444° пн. ш. 5.27694444° сх. д.
Авальдснес — колишній муніципалітет у графстві Ругаланн, Норвегія.
Муніципалітет площею 126 квадратних кілометрів існував з 1838 року по 1965 рік. Район був давнім центром сили на західному узбережжі Норвегії і є місцем однієї з найважливіших областей історії Норвегії. Адміністративним центром муніципалітету було селище Авальдснес.
Муніципалітет охоплював територію, що оточує Ферресфьорден, та територію, що оточує центральну частину протоки Кармсундет, а також центральну частину острова Кармей. Сьогодні ця область входить до муніципалітетів Тюсвер та Кармей.

## Історія
Авальдсес був заснований як муніципалітет 1 січня 1838 року. 16 серпня 1866 року село Копервік (в Авальдснесі) було оголошено містом. Міста не могли входити до складу іншого муніципалітету, тому Копервік був відокремлений від Авальдснесу, щоб самостійно стати муніципалітетом. У результаті Авальдснес мав 4735 жителі.
1 січня 1909 року сільська місцевість навколо міста Копервік була відокремлена від Авальдснесу, щоб сформувати новий муніципалітет, який називався Копервік Херред (пізніше — Стангаланд). Це залишило Авальдснес з 3213 жителями.
1 січня 1965 року Авальдснес був розпущений за рекомендаціями Комітету Шей. Район Авальдснес був розділений і об’єднаний із муніципалітетами Кармей і Тюсвер. Весь Авальдснес, розташований на захід від Ферресфьордена (населення: 4153), був об’єднаний з муніципалітетами Скуденес, Торвастад, Окра та містами Копервік та Скуденешавн, щоб сформувати новий муніципалітет Кармей. Інша частина Авальдснесу, розташована на схід від Ферресфьордена, що складалася з районів Ферре, Гісмарвік та Стегаберг (населення: 994), була об’єднана з муніципалітетом Тюсвер.

## Уряд
Усі муніципалітети Норвегії, включаючи Авальдснес, відповідають за початкову освіту (до 10 класу), амбулаторні медичні послуги, послуги для людей похилого віку, безробіття та інші соціальні послуги, зонування, економічний розвиток та муніципальні дороги. Муніципалітетом керує муніципальна рада з обраних представників, яка, в свою чергу, обирає мера.